# デビルマンII 悪魔復活
デビルマンII 悪魔復活（デビルマン2 あくまふっかつ）は、2010年8月より、エレコが製造ユニバーサルエンターテインメントが販売した5号機のパチスロ機。保通協における型式名は「デビルマンII -悪魔復活-E」。

## 概要
永井豪原作によるデビルマンを題材にした同パチスロ機のシリーズ2作品目にあたるタイアップ機。前作とは異なり設定も2段階から6段階になり、ゲーム性もRT機からART機へと変化を遂げる。作品の時系列や設定としては小説・OVA版の流れを汲んでいるため、アニメや漫画とはキャラクターや設定が若干ではあるが異なる。

## ボーナス確率
| 設定 | PE        | BIG     | REG     | 合算    | 機械割 |
| ---- | --------- | ------- | ------- | ------- | ------ |
| 1    | 1/16384.0 | 1/431.2 | 1/799.2 | 1/275.4 | 98.1%  |
| 2    | 1/16384.0 | 1/422.8 | 1/799.2 | 1/271.9 | 99.9%  |
| 3    | 1/16384.0 | 1/394.8 | 1/799.2 | 1/260.1 | 104.2% |
| 4    | 1/16384.0 | 1/383.3 | 1/799.2 | 1/255.0 | 107.2% |
| 5    | 1/16384.0 | 1/368.2 | 1/799.2 | 1/248.2 | 112.7% |
| 6    | 1/16384.0 | 1/339.6 | 1/799.2 | 1/234.9 | 119.3% |

## ゲーム性・スペック

### ゲームフロー
液晶上のステージは「学校」「街」「崩壊」の3種類で内部状態を参照してそれぞれ移行する。特に崩壊ステージは高確率や前兆中に移行しやすく、チャンス役成立後に移行すれば何かしらのチャンスとなる。

内部状態は「低確率」「高確率」「超高確率」の3種類存在し、状態によってART当選期待度が異なる。また内部状態と同時に設定によっても当選期待度が異なり、高設定ほどどの状態であってもARTの期待が持てるのと、奇数設定か偶数設定かでも大きく当選率が異なる。

特にエクストラ設定の位置にある設定6に関しては格段にART当選率が高くなっており、この機種における設定6の安定感は当時の機種の中では別格だった。

### ボーナスゲーム
ボーナスはビッグボーナスとレギュラーボーナス（サバトチャンス）、プレミア役（1/16384）のプレミアムエピソードの3種類。

ビッグボーナスは純増約210枚、レギュラーボーナスとプレミアムエピソードはそれぞれ純増約102枚となっている。

ビッグボーナス中は液晶上リール外が赤くフラッシュしたときに赤7を狙って揃えばART確定となり、それとは別にボーナス中画面にヒビが入る演出から始まる前兆を経て「シレーヌバトル」というART獲得のチャンスである演出が発生する場合がある。

演出で勝敗が決せられ、その際リールがブルブル震える演出も同時に発動し、この時白バー揃いすればARTをストックすることができる。

サバトチャンスことレギュラーボーナス中は青バー図柄を中右左順で押し上段に揃えることによりART獲得の抽選を一回追加で行う。見事抽選に受かれば液晶上で演出が発生し、消化後ARTへと突入する。

特筆すべきなのはプレミアムエピソード。成立した段階でARTストックを5つ以上、最大で7つ得ることができる。

演出は不動明が牧村美樹の生首の入っているアタッシュケースを埋葬し、飛鳥了が自分はデーモン軍の首領であるサタンと告白した後、自分はデーモンでありながら美樹を殺した相手であるデーモン軍と戦うことを決意し双方決別のシーンであり、不動明がデーモン軍と戦うきっかけになったエピソードが流れる。

### ART（アーマゲドン）
通常時のチャンス役やボーナスにより獲得したARTの性能は50Gワンセットの1G当たり純増1.4枚。ART中も通常時と同様チャンス役でARTのストック抽選を行っており、またボーナスを引いた場合は確定でARTのストックが1つ以上得ることができる（ボーナスによる1つのストックはARTのG数に50Gが加算された形）。

液晶背景により継続の示唆をしており青→黄→赤の順で継続しやすい。液晶下部に存在する悪魔降臨ランプが点灯した場合は継続確定、またART中チャンス役などでストックを獲得した際にも点灯する場合がある。

通常時は前述したとおり偶数設定ほどARTの初当たりに期待できたが、ART中は奇数設定ほどチャンス役で乗せやすくストック数も多いという特徴があるため、偶数設定は初当たりの回数での緩やかな出方、奇数設定はARTの大連荘による一撃枚数による出方と特色が異なる。

特に顕著なのが設定6で、この設定に関してはARTの大連荘というのが非常に起こりにくくチャンス役を引いたとしても設定2や4に比べてもストックしづらい特徴を持つ。

ARTラスト8G間は継続を賭けたバトル演出に発展し、対戦相手により勝利期待度が異なる。悪魔王ゼノン→魔将軍ザン→サイコジェニー→大魔神サタンの順で期待でき、特に大魔神サタン登場時は継続確定に加え残りセットストック数が6つ以上ある状態を示唆している。イレギュラーな演出としてART残り8Gをきってもバトル演出に発展しないことがあるが、この場合も問答無用でARTの継続が確定する。

この機種のもう特筆するところとしてまず挙げられるのが残りセットストック数を示唆する演出の豊富さである。

上記に紹介した大魔神サタン登場もそうだが、悪魔降臨ランプの点灯の仕方によっても獲得セットストック数や残りセットストック数の示唆もしており、またBGMの種類によっても同様に異なる。それら演出が確認できたら大連荘の期待が持てるので大量出玉を得やすくなる。

ART中には押し順ベルやリプレイのナビが出ることが殆どだがごく稀に「456」ナビや「666」ナビが出る場合がある。前者の場合は設定4以上、後者は設定6が確定する激アツ演出である。